# 第113機械化師団 (人民解放軍陸軍)
第113機械化師団（第113机械化师、英語: 113th Combined Arms Brigade）は、中国人民解放軍陸軍の師団の1つ。第38集団軍に所属する。

## 歴史
第113師団の前身は、紅25軍部隊であり、長征による陝北到達後、紅15軍団第75師第223団（現第338団）となった。日中戦争中、八路軍第115師第344旅第688団に編入され、平型関の戦闘に参加した。第337団は、日中戦争初期に編成された第343旅補充団を前身とする。
- 1939年 - 山東に進軍し、濱海軍区部隊となった。
- 1945年8月 - 山東軍区第2師に編成
- 1945年11月 - 東北部に進軍。国共内戦中、「三下江南」、「四戦四平」に参加し、瀋陽を解放した。平津戦役中、天津主攻を担当し、第337団第3連が天津城に紅旗を掲げ、第338団第8連は金湯橋を占領した。この後、南下して、宣沙、衡宝等の戦役に参加した。
- 1948年11月 - 第38軍第113師に改編
- 1950年10月～ - 朝鮮戦争に投入。
  - 第2次戦役 - 14時間で72.5kmの強行軍を行い、三所里と龍源里で突破に成功し、米軍の退路を断ち、アメリカ第1騎兵師団とイギリス第29旅団の増援を阻止した。これにより第38軍は「万歳軍」の称号を得た。
  - 第3次戦役 - 38度線を突破し、天徳山を占領
  - 第4次戦役 - 山中里でアメリカ第19連隊と対峙した後、漢江を背後にして陣地を構築し、連合軍の攻撃を撃退した。第337団第3連には、二級英雄特等功臣連の称号と屢戦屢勝錦旗が授与された。
- 1953年7月 - 帰国し、吉林省通化に駐屯
- 1967年 - 河北省保定に移動
- 1968年10月 - 師団衛生科が女性患者から45kgの腫瘍を摘出し、「全身全意為人民服務的先進衛生科」の称号が授与される。
- ？ - 機械化師団に改編

## 編制
判明分のみ。（）内は、中国語名、名誉称号の順。
- 第337連隊　（第337団）
  - 第3中隊　（第3連、屢戦屢勝連）
  - 第4中隊　（第4連、戦闘模範連）
  - 第8中隊　（第8連、鋼八連）
- 第338連隊　（第338団、紅軍団）
  - 第3中隊　（第3連、安東衛連）